# أندريه هال (لاعب كرة قدم أمريكية مواليد 1982)
أندريه هال (بالإنجليزية: Andre Hall)‏ هو لاعب كرة قدم أمريكية أمريكي، ولد في 20 أغسطس 1982 في سانت بيترسبرغ في الولايات المتحدة.

## وصلات خارجية
- أندريه هال على موقع مرجع كرة القدم المحترفة.كوم (الإنجليزية)
- أندريه هال على موقع JustSportsStats.com (الإنجليزية)